# 제프리 윌리엄스 사워

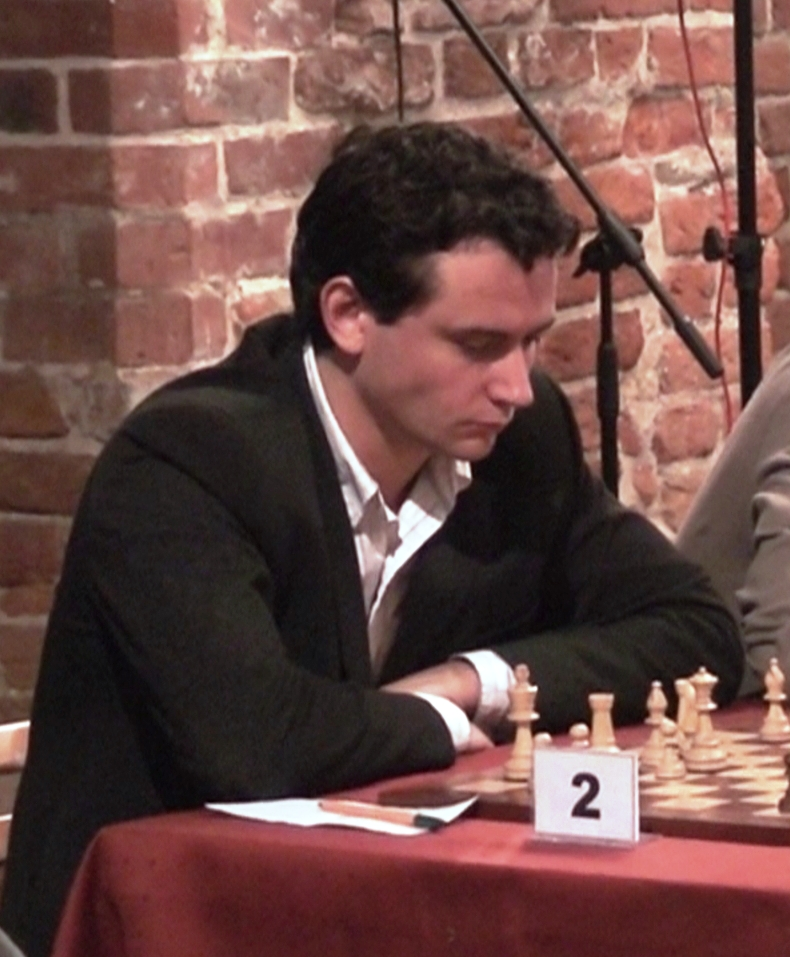

제프리 윌리엄스 사워 (Jeffrey William Sarwer)는 캐나다 출신 핀란드인 (이중 시민권)으로 카리스마 있는 성격과 체스의 재능으로 잘 알려진 언론 인물로 알려져 있다. 그의 체스 경력과 가족의 파격적인 생활방식이 많은 기사와 TV 쇼의 소재였다.
사워의 공격 플레이 스타일은 종종 바비 피셔와 비교되었고, 또 다른 젊은 체스 선수인 조슈아 웨이츠킨이 그를 상대로 한 토너먼트 게임은 영화 <서치 포 바비 피셔>의 클라이맥스에 영감을 주었다.
사워는 1986년 푸에르토리코에서 열린 10세 이하 세계 청소년 체스 선수권 대회에서 캐나다 대표로 우승했다.
사워가 8살이었을 때, 많은 사람들은 사워가 게임 역사상 가장 강력한 천재들 중 하나라고 믿었다. 미국 체스 재단의 앨런 카우프만 회장은 "9세 때의 제프는 11세 때의 바비보다 파워가 세다"고 말했다. 브루스 판돌피니는 "제가 가르친 수천 명의 아이들 중 제프는 확실히 제가 본 것 중 가장 놀라운 어린 선수이다."고 말했다.

## 초기 경력
온타리오주 킹스턴에서 핀란드인 어머니와 캐나다인 아버지 사이에서 태어난 사워는 4살 때 6살 된 여동생 줄리아에게 체스의 규칙을 배웠고, 6살 때 당시 세계에서 가장 권위 있는 체스 클럽 중 하나였던 맨하탄 체스 클럽에서 뛰기 시작했다. 브루스 판돌피니는 클럽의 매니저였고, 그들에 감명을 받아 그와 그의 누이동생에게 무료 생명회원권을 주었는데, 그것은 주로 할머니들을 위해 남겨두었다.
사워는 7살부터 매년 캐나다 오타와 의회 언덕에서 동시 체스로 알려진 40명의 사람들을 즐겁게 해주곤 했다. 그는 또한 많은 사람들이 그의 경기를 보기 위해 모인 뉴욕시의 워싱턴 스퀘어 파크에서 스피드 체스를 두곤 했다.

## 미디어 라이프
7살 때, 사워의 게임에 대한 열정은 그랜드마스터 에드마르 메드니스의 관심을 끌었고 그는 PBS에서 열린 1986년 세계 선수권 대회 카스파로프-카르포프의 경기를 분석하기 위해 그를 초대했다. 사워와 그의 여동생 줄리아는(역시 10세 미만 소녀 세계 챔피언) 1987년 재경기를 위해서도 이것을 계속했다. 이후 제프와 줄리아는 언론계에서 유명세를 타고 다양한 토크쇼에 출연하며 다큐멘터리의 소재가 되었다.
GQ와 스포츠 일러스트레이티드 같은 잡지는 사워와 그의 가족에 대한 기사를 썼고, 종종 그들의 기이한 생활 방식을 강조하며 아버지의 보살핌 아래 그의 안전과 체스 경력을 이야기 하였다.

## 배니티 페어 기사
제프의 아버지는 그가 제프의 삶을 완전히 통제할 수 없을 것이라는 것이 명백해졌을 때 그의 체스 경력을 계속하는 것을 허락하지 않았다. 그는 뉴욕 시에서 가족을 떼어놓았고 온타리오의 아동 구호 협회와 문제에 부딪혔다. 배니티 페어 잡지에 실린 존 콜랩의 기사는 제프와 줄리아에 대한 아동학대를 상세히 보도했으며, C.A.S.가 그와 그의 여동생을 보호 감호하도록 자극했다.
제프와 줄리아는 C.A.S.에서 도망쳐 그들의 아버지에게로 돌아갔고 다시는 구속되지 않기 위해 당국을 피했다. 사워 가족은 다양한 나라에서 살았고 익명의 생활방식에 익숙해져 갔다.

## 바비 피셔 찾기
이 섹션에서는 체스의 움직임을 설명하기 위해 대수적 표기법을 사용한다.
1993년 영화 <바비 피셔를 찾아서>가 개봉되었고 제프 사워의 캐릭터는 '조나단 포'로 그려졌다. 영화의 마지막 게임에서, 포는 무승부 제안을 거절했고 결국 졌다. 실제로 사워는 조시 웨이츠킨의 무승부 제안을 거절했지만 몇 동작 뒤 무승부(물질 부족)로 경기가 끝났다. 대회 동점 처리 규정에 따라 웨이츠킨은 전체 대회 동안 더 도전적인 상대를 출전시켰다고 판단하고 1위를 차지했지만, 이들은 미국 초등학교 공동 우승자로 선언되었다. 경기가 열렸을 당시 사워는 7살, 웨이츠킨은 9살이었다.

## 재등장
그가 아주 어린 나이에 사라진 후, 많은 사람들은 사워가 다시 체스를 두는 것을 볼 수 없을 것이라고 생각했다. 2007년 9월, 그는 분명히 훈련 없이 체스 현장으로 다시 모습을 드러냈고 폴란드의 말보크 성에서 열린 30분간의 준결승 토너먼트에 참가했다. 그는 4명의 거장을 포함한 86명의 선수들로 이루어진 그룹에서 7/9의 점수로 3위를 차지했다. 그는 체스 등급이 없었기 때문에 잠정적인 ELO 등급인 2250 FIDE를 받았지만 그 이상의 성적을 거둔 것으로 보인다. 2010년 1월, Sarwer는 Chess Life Online과 긴 인터뷰를 통해 그 대회에서의 경험을 자세히 설명하고 유럽에서의 현재 생활에 대해 이야기했다. 2010년 8월, Sarwer는 선데이 타임즈 매거진에 아버지의 방법, 체스 경력, 그리고 대중 앞에 다시 모습을 드러내는 것에 대해 소개되었다. 사워는 체스를 우선시하기로 결정했다면 그랜드 마스터가 되기 위해 그렇게 할 것이라고 말한다. 그는 "특히 그 목표를 달성하기 위해서는 적어도 2년 동안 열심히 공부하고 연습해야 한다."라고 말했다.
2015년 여름 사워는 핀란드에서 열린 VI Shakkinet 토너먼트에 참가했다.[5] 사워는 IM-norm에 충분한 5/9 점수를 받았다.

## 포커
2008년 12월부터 Sarwer는 유럽 포커 투어에 참가하고 있다. 그는 두 차례 최종 테이블에 모습을 드러냈으며 약 50만 달러를 벌어들였다. 2010년 2월, 블러프 유럽 잡지는 그와 그의 새로운 포커 경력에 관한 특집 기사를 실었다.[7] 그는 플레이어 에이전시 포커 아이콘으로 대표된다.

## 라디오 인터뷰
사워는 BBC세계 서비스의 프로그램 대상이었다.2010년 12월 19일 인터뷰를 통해 그는 자신의 인생과 어린 시절 경험, 학대하는 아버지와의 관계를 솔직하게 이야기했다. 그는 또한 20대 미국 부동산에서의 성공과 30대 유럽에서의 프로 포커 서킷에서의 현재 성공에 대해 말했다.